# 15 cm Kanone 18
El 15 cm Kanone 18, también llamado 15 cm K 18, fue un cañón pesado alemán utilizado durante la Segunda Guerra Mundial.

## Diseño e historia
En 1933, Rheinmetall comenzó a desarrollar una nueva pieza de artillería a petición del Reichswehr, con el fin de reemplazar el 15 cm Kanone 16, siendo entregadas las primeras unidades de producción en 1938. No presentaba muchas mejoras sobre sus predecesores, ya que este pesaba dos toneladas más que el 15 cm K 16, pero solo sobrepasaba su alcance máximo por 2.290 metros. El ejército estaba satisfecho con su alcance, pero no con su cureña, ya que se necesitaba una cureña especial para transportar el cañón largas distancias. Además, posicionarlo en su plataforma de tiro era una tarea que requería de aún más tiempo.
Se construyeron alrededor de 100 unidades entre 1939 y 1943. No fue muy popular en servicio ya que se consideraba demasiado voluminoso para tamaño del proyectil que disparaba. Esto causó que su producción cesase en agosto de 1943. Muchos 15 cm K 18 fueron utilizados en baterías costeras. 

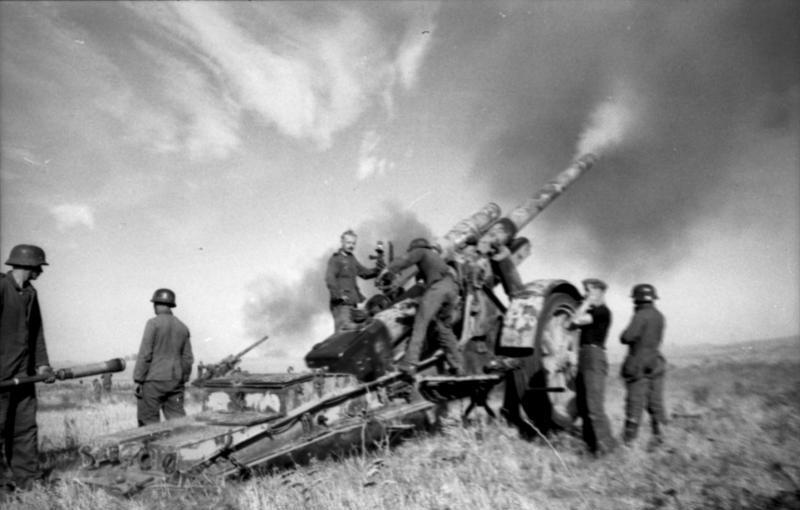
15 cm K 18 disparando en el Frente Oriental